# Giorno dell'unità tedesca
Il Giorno dell'unità tedesca (in tedesco: Tag der Deutschen Einheit) è la festa nazionale della Germania, celebrata il 3 ottobre, per ricordare la riunificazione tedesca del 1990, in quanto l'obiettivo dell'unità nazionale, immaginata nella metà del XIX secolo, fu pienamente ottenuta nel 1871.
Artefice della Riunificazione tedesca fu il Cancelliere Helmut Kohl, leader del partito CDU dal 1973 al 1998.